# Pallapatti
Pallapatti es una ciudad y nagar Panchayat situada en el distrito de Karur en el estado de Tamil Nadu (India). Su población es de 30624 habitantes (2011). Se encuentra a 35 km de Karur . 

## Demografía
Según el censo de 2011 la población de Pallapatti era de 30624 habitantes, de los cuales 15069 eran hombres y 15555 eran mujeres. Pallapatti tiene una tasa media de alfabetización del 92,53%, superior a la media estatal del 80,09%: la alfabetización masculina es del 96,86%, y la alfabetización femenina del 88,39%.